# 纺锤乌贼
纺锤乌贼（学名：Liocranchia reinhardti），又名雷因氏紡錘魷，为小头乌贼科纺锤鱿属的动物。分布于日本群岛南部、菲律宾群岛、苏拉威西海、爪哇海、班达海、新南威尔士、夏威夷群岛、智利、安达曼海、孟加拉湾、印度半岛南端、中非、圣保罗以及中国大陆的南海北部等地，生活环境为海水，常栖息于300-500 米水层。其生存的海拔范围为-500至-300米。该物种的模式产地在北大西洋。